# When I Come Around
«When I Come Around» — песня американской панк-рок-группы Green Day. Она была выпущена как четвёртый сингл с их третьего альбома, Dookie. «When I Come Around» был самым популярным радиосинглом в их ранней карьере, попав на 6 позицию Billboard Hot 100 Airplay. Это был их лучший сингл до того, как Boulevard of Broken Dreams попала на 2 позицию. Это одна из самых успешных альтернативных песен 1995 года. Она также была хитом, благодаря которому группа стала популярной во всем мире. Песня держалась на 1 месте чарта Modern Rock семь недель, и достигла первого места на Mainstream Rock Tracks. Всего было продано 639,000 копий «When I Come Around», по данным на август 2010 года, что делает её вторым самым продаваемым синглом группы 90-х годов, позади хита 1997 года «Good Riddance (Time of Your Life)».
Билли Джо Армстронг написал эту песню после расставания со своей девушкой, Эдриэн Нессер (на которой он позже женился).

## Список композиций
| №  | Название                                                             | Длительность |
| -- | -------------------------------------------------------------------- | ------------ |
| 1. | «When I Come Around»                                                 | 2:58         |
| 2. | «Coming Clean» (Live в Aragon Ballroom, Чикаго, 18 ноября 1994 года) | 1:36         |
| 3. | «She» (Live в Aragon Ballroom, Чикаго, 18 ноября 1994 года)          | 2:14         |

| №  | Название                                                                                       | Длительность |
| -- | ---------------------------------------------------------------------------------------------- | ------------ |
| 1. | «When I Come Around»                                                                           | 2:58         |
| 2. | «Longview» (Live в Jannus Landing, Сент-Питерсберг, Флорида, 11 марта 1994 года)               | 3:30         |
| 3. | «Burnout» (Live в Jannus Landing, Сент-Питерсберг, Флорида, 11 марта 1994 года)                | 2:14         |
| 4. | «2,000 Light Years Away» (Live в Jannus Landing, Сент-Питерсберг, Флорида, 11 марта 1994 года) | 2:48         |

| №  | Название             | Длительность |
| -- | -------------------- | ------------ |
| 1. | «When I Come Around» | 2:58         |
| 2. | «She» (Live)         | 2:14         |

## Другие версии
- Знаменитое выступление на Woodstock '94 перед дракой
- Live-версия с Foot in Mouth (записана 27 января 1996 года в Harumi Arena, Токио)
- Выступление на Saturday Night Live
- Старая версия «Better Not Come Around» может быть найдена на EP Live at Gilman Street. Есть также более старые версии на демо Dookie
- «Second Time Around», сообщение от группы на их официальном сайте. Большинство слов неразборчивы, но очень похожи на «When I Come Around»

## Клип
Видео показывает, как группа ходит по различным местам, например Mission District и Powell Street Station в Сан-Франциско и Беркли, Калифорния, ночью, и различные сцены людей, делающих обычные вещи, взаимосвязанные между собой. В конце видео возвращается к первой сцене. Друг и теперь дополнительный гитарист Джейсон Уайт появился в этом видео вместе со своей девушкой. Марк Кор снял это видео.
Перед тем, как видео было записано, MTV показывали выступление этой песни с Woodstock '94.
MTV’s Ultimate Albums: в выпуске Dookie было сказано, что полосатый свитер, который Билли Джо носит в этом видео, начал тренд похожих свитеров.

## Позиции в чартах
| Чарты (1995)                      | Позиция |
| --------------------------------- | ------- |
| Канада (RPM)                      | 3       |
| Германия                          | 45      |
| Швеция                            | 28      |
| U.S. Billboard Hot 100 Airplay    | 6       |
| U.S. Billboard Top 40 Mainstream  | 2       |
| U.S. Billboard Modern Rock Tracks | 1       |
| Великобритания                    | 27      |